# 鈴木智実
鈴木 智実（すずき ともみ、1979年6月5日 - ）は、日本の女子陸上競技選手。専門は短距離走で、200mの自己ベストは元ジュニア日本記録・元日本高校記録の23秒76。1997年にインターハイ200mで3連覇を達成し、高校生ながら同年の日本選手権200mを制した選手である。

## 経歴
B型。岡崎市立竜南中学校、名古屋経済大学市邨中学校・高等学校卒業。
1996年、インターハイ愛知県予選の200mで追い風参考記録ながら日本記録（当時23秒73）を上回る23秒71（+2.1）をマークすると、その2週間後には日本選手権200mに初出場を果たし2位に入った。迎えたインターハイでは開会式で左目をコンタクトレンズによって痛め、出場予定だった100mと400mを棄権したが、200mと4×100mリレーで2大会連続2冠を達成した。インターハイ後の世界ジュニア選手権は4×100mリレーで決勝進出に貢献したが、決勝前のウォーミングアップ中に左脚大腿部に違和感を覚えたので決勝は欠場した。競技人生初の故障で、この故障によって腰痛まで起こし、シーズン後半は故障に苦しまされることになったが、それでも日本ジュニア選手権やジュニアオリンピックの200mを優勝する活躍を見せた。
1997年、インターハイ東海大会で2年連続となる100m、200m、400m、4×100mリレーの4冠を達成し、200mでは日本歴代5位タイ・高校歴代2位（ともに当時）の記録となる23秒84（+1.7）をマークした。迎えたインターハイは1週間前に400m欠場を決断し、当初は100mと4×100mリレーに出場予定だった。しかし、前日に急遽100mへの出場を決めると、100mでは初となる全国大会優勝を成し遂げた。優勝本命だった200mは向かい風が強く好タイムは出なかったが、2位に0秒80差をつける24秒44（-2.7）で圧勝し、全種目通じて史上17人目となるインターハイ3連覇を達成した。アンカーを務めた4×100mリレーは2着に終わり、200mと4×100mリレーの3連覇はならなかった。日本選手権は決して調子は良くなかったものの、決勝では23秒76（0.0）のジュニア日本記録・日本高校記録（ともに当時）を樹立し、日本歴代2位（当時）の記録で初優勝を成し遂げた。

## 自己ベスト
- 100m - 11秒81 （+1.1）　1997年10月26日
- 200m - 23秒76 （0.0）　1997年10月5日　*ジュニア日本歴代8位（元ジュニア日本記録）・高校歴代5位（元高校記録）

## 主要大会成績
- 1993年 - 全日本中学校選手権　200m　優勝　25秒53（-0.7）
- 1994年 - 全日本中学校選手権　200m　優勝　24秒57（+2.9）
- 1994年 - 国民体育大会　200m　2位　24秒93
- 1995年 - インターハイ　200m　優勝　23秒98（+1.5）
- 1995年 - インターハイ　4x100mR　優勝　46秒87
- 1995年 - 日本ジュニア選手権　200m　優勝
- 1995年 - 国民体育大会　少年B200m　優勝　24秒03
- 1995年 - 国民体育大会　4x100mR　優勝　45秒47（4走）
- 1996年 - 日本選手権　200m　2位　24秒00（+1.0）
- 1996年 - インターハイ　200m　優勝　24秒30（-2.9）
- 1996年 - インターハイ　4x100mR　優勝　46秒51
- 1996年 - 世界ジュニア選手権　200m　2次予選1組7着　24秒49（-0.7）
- 1996年 - 世界ジュニア選手権　4x100mR　予選2組4着　45秒66（4走） *予選のみ出場
- 1996年 - 国民体育大会　少年A100m　2位　11秒95（+1.5）
- 1996年 - 国民体育大会　4x100mR　3位　46秒38（4走）
- 1996年 - 日本ジュニア選手権　200m　優勝　24秒04（+2.3）
- 1996年 - ジュニアオリンピック　A200m　優勝　24秒94（-2.1）
- 1996年 - 日本選手権リレー　4x100mR　4位　47秒28（4走）
- 1997年 - インターハイ　100m　優勝　12秒09（-1.2）
- 1997年 - インターハイ　200m　優勝　24秒44（-2.7）
- 1997年 - インターハイ　4x100mR　2位　47秒26（4走）
- 1997年 - 日本ジュニア選手権　200m　優勝　24秒39（+1.5）
- 1997年 - 日本選手権　200m　優勝　23秒76（0.0）
- 1997年 - 日本選手権リレー　4x100mR　3位　46秒76（4走）
- 1997年 - 日本選手権リレー　4x400mR　4位　3分48秒85（4走）
- 1997年 - 国民体育大会　少年A100m　優勝　11秒81（+1.1）
- 1997年 - 国民体育大会　4x100mR　3位　46秒45（4走）
- 1997年 - アジアジュニア選手権　200m　3位　23秒96（+1.0）
- 1997年 - アジアジュニア選手権　4x100mR　3位　46秒05（2走）